# Sinocyclocheilus bicornutus
Sinocyclocheilus bicornutus är en fiskart som beskrevs av Wang och Liao, 1997. Sinocyclocheilus bicornutus ingår i släktet Sinocyclocheilus och familjen karpfiskar. Inga underarter finns listade i Catalogue of Life.